# Nậm Pung
Nậm Pung là một xã thuộc huyện Bát Xát, tỉnh Lào Cai, Việt Nam.

## Địa lý
Xã Nậm Pung nằm ở phía nam của huyện Bát Xát, cách huyện lỵ khoảng 48 km về phía tây nam, có vị trí địa lý:
- Phía đông giáp các xã Bản Xèo, Pa Cheo và thị xã Sa Pa
- Phía nam giáp thị xã Sa Pa, xã Trung Lèng Hồ và tỉnh Lai Châu
- Phía tây giáp xã Trung Lèng Hồ
- Phía bắc giáp các xã Mường Hum, Dền Thàng và Bản Xèo.

### Địa hình
Xã Nậm Pung có địa hình phức tạp, bị chia cắt bởi các dãy núi cao.

## Hành chính
Xã Nậm Pung được chia thành 5 thôn bản.

## Nông Nghiệp
Vì thời tiết ở đây không phù hợp với lúa nước nhưng lại là nơi sinh trưởng của nhiều loài cây ăn quả và rau ôn đới. Nổi tiếng là lê tai nung đã giúp cho làng xóa đói giảm nghèo tới mực tối thiểu.